# La maravillosa mentira de Nina Petrovna
La maravillosa mentira de Nina Petrovna (Die wunderbare Lüge der Nina Petrowna) es una película muda alemana de 1929 dirigida por Hanns Schwarz y protagonizada por Brigitte Helm, Francis Lederer y Warwick Ward. Si bien no hay diálogos audibles en la película, la banda sonora incluye una banda sonora sincronizada con efectos de sonido junto con una canción principal. Fue la última película de gran presupuesto sin diálogos estrenada por el principal estudio alemán Universum Film AG antes de la transición al sonoro con Melodie des Herzens. El film se presentó el 15 de abril de 1929 en el Ufa-Palast am Zoo de Berlín, siendo la película más exitosa en Alemania ese año.
En 1937 tuvo una versión francesa, Le mensonge de Nina Petrovna.

## Argumento
Michael Rostof, un joven oficial que sirve en el ejército del zar en San Petersburgo antes de 1914, entabla un profundo vínculo emocional con Nina Petrovna. Más tarde descubre que ella es la amante del influyente coronel Beranoff. Ella decide renunciar a la lujosa existencia que Beranoff le ofrece para vivir con Rostof, mucho más pobre. Aunque ni siquiera pueden pagar sus facturas de electricidad a tiempo, ambos son increíblemente felices. 
Beranoff se enfurece por la decisión de su amante de rechazarlo y planea su venganza. Una noche, en el comedor de oficiales, engaña a Rostof para que haga trampas en un juego de cartas. Cuando Rostof se enfrenta a él, decide tomar la salida honorable. Cuando Petrovna es informada, para salvar la carrera y la vida de su amante, acepta abandonar a Rostof y regresar con Beranoff. El coronel, a su vez, acepta destruir las pruebas incriminatorias. Para ocultarle el verdadero motivo, Petrovna finge abandonar a Rostof porque no puede permitirse el lujo de proporcionarle ropa y joyas caras, y se burla de su regalo bienintencionado de unos zapatos. Rostof queda desconsolado, mientras que Petrovna está angustiada en secreto. 
Al final de la película, cuando su regimiento sale de San Petersburgo, Rostof ignora simbólicamente una rosa que Petrovna le arroja desde su balcón. Poco después, cuando Beranoff llega a visitar a Petrovna con la esperanza de reanudar su relación, descubre que ella se ha suicidado, usando los zapatos que le trajo Rostof.

## Reparto
- Brigitte Helm como Nina Petrovna
- Francis Lederer como el teniente Michael Rostof
- Warwick Ward como el coronel Beranoff
- Lya Jan como viajante
- Harry Hardt
- Ekkehard Arendt
- Michael von Newlinsky
- Franz Schafheitlin